# ノベルティ・ピアノ

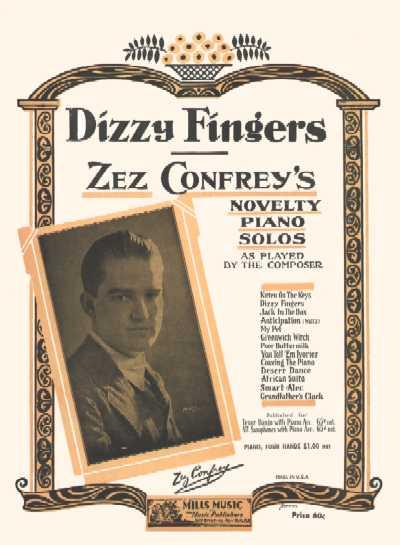
ノベルティ・ピアノ作曲家の中で最も人気のあるゼズ・コンフリーによる「Dizzy Fingers」の楽譜

ノベルティ・ピアノ（Novelty piano）は、1920年代に流行したピアノとノベルティ・ミュージック（コミックソング）のジャンルである。ラグタイムと1910年代のピアノロール・ミュージックの副産物の後継であるノベルティ・ピアノは、同じ時期に登場したジャズのピアノを介した従兄弟のような存在と見なすことができる。ニューヨークのピアニスト、フェリックス・アルントによる1915年の作品「Nola」は、一般的に最初のノベルティ・ピアノのヒットとされている。初期のノベルティ作曲家の多くは、2つの最大のピアノロール会社である「QRS」と「Imperial」が本社を置いていたシカゴ地域のピアノロール・アーティストたちであった。シンコペーションも多いが、ほぼ同時期にニューヨークで開発されたストライド・ピアノとは異なる。ノベルティ・ピアノはジャズに影響を与えた。
ノベルティ・ピアノの初期の作曲家は、ピアノロールの販売を検討しているピアノロール・アーティストであった。これらの作品は、特徴的なブレイク、連続した4度、高度なハーモニーを備えた、非常に複雑なラグ（ラグタイムのリズムで書かれた曲）として始まった。このスタイルのパイオニアはチャーリー・ストレートであった。チャーリー・ストレートの作曲は、コンフリーのノベルティがヒットする何年も前にピアノロールで発表された。初期のチャーリー・ストレートのノベルティには、「S'more」「Playmor」「Nifty Nonsense」「Rufenreddy」「Wild And Wooly」などがある。
ノベルティ・ピアノは、ゼズ・コンフリーの「Kitten on the Keys」の登場により、1921年に最も強く世間の注目を集めた。この作品の人気はすぐに「Dizzy Fingers」や「Greenwich Witch」を含む、その他のコンフリー作品へとつながり、さらに他の芸術家に斬新な作品を発表するよう促した。このスタイルは、ビッグバンドが増加し、自動ピアノが衰退し、ジャズの人気が衰えることなく続いた10年間の終わり頃まで人気を集めた。ノベルティ・ピアノは、ピアノがセンター・ステージから外れ、より多くの「サポート」の役割を担うようになると、新しいオーケストラ・スタイルにゆっくりと屈服するか、吸収されていった。
ノベルティ・ピアノは、それ以前のラグタイム形式と構造的および文体的に類似しているが、明確な違いもある。ラグタイムは一般的に楽譜の形で販売されていたので、有能なアマチュア演奏家が演奏できるようシンプルに保つことが重要だった。一方、10代半ばの若者たちによって、熟練したミュージシャンが演奏する音楽を一般の人々が聴けるようにする2つの新しいテクノロジー、「手で演奏する」ピアノロールとレコード盤が登場した。ノベルティ・ピアノは、これらの専門家の才能を披露する手段として開発されたため、楽譜よりもレコードやピアノロールの形で販売されることが多かった。それは新しい「ターボ・チャージ」されたピアノの形であり、使い古されたものを奪い去り、ビクトリア朝時代のスタイリングがちりばめられ、クロマチック・ピアノロールが繁栄し、アールデコ調の20年の「モダン」な音に影響を受けた（それ自体は主にドビュッシーやサティなどのフランスの「印象派」ピアニストを採用した。「ノベルティ」ピアニストは、高度に古典的な訓練を受けている傾向があり、それは「現代」ピアニストによるいっぱいの和音と、複合的な和音のもつ複雑さに対する彼らの嗜好によるものだった）。
ノベルティ・ピアノのジャンルで著名なアーティストには、ゼズ・コンフリー、チャーリー・ストレート、ロイ・バージー、ポーリン・アルパート、フレッド・エリザルド、ルーベ・ブルーム、クレマン・ドーセット、マックス・コートランダー、ビリー・マイエルルがいる。